# 高崎節子
高崎 節子（たかさき せつこ、1910年〈明治43年〉1月7日 - 1973年〈昭和48年〉9月15日）は、日本の小説家、教師、労働省官僚。小説『人身売買』はペンネームで本庄しげ子名義を使用した。

## 来歴
1910年（明治43年）、東京府小石川区（後の東京都文京区小石川）で誕生し、幼少期を両親の故郷である福岡県遠賀郡島門村尾崎（現遠賀町）で過ごした。1929年（昭和4年）、福岡県立女子専門学校（現福岡女子大）を卒業し、九州帝国大学の聴講生となり、政治・経済・労働・法律を学んだ。その後、1930年（昭和5年）から朝鮮・新義州高等女学校で教壇に立ったが、同1930年12月に帰国、1942年（昭和17年）から福岡女学校（後の福岡女学院）で教壇に立った。1948年（昭和23年）、労働省福岡婦人少年室主任に就任。その後、労働省神奈川婦人少年室長、労働省東京婦人少年室長や法務省東京婦人補導院の院長などを歴任し、1973年（昭和48年）に63歳で病死した。没後に勲四等瑞宝章を授与された。墓碑は東京都の多磨霊園にある。
小説家としてとして1作目は、1931年（昭和6年）に雑誌「女人芸術」に掲載された「支那との境」。2作目は、1939年（昭和14年）に雑誌「婦人公論」に本田小浦（ほんだこうら）のペンネームで掲載された「山峡」（読みは「たに」）。1952年（昭和27年）に発表した「混血児」は翌年映画化された。
公務の傍ら、連合軍兵士などと日本人女性に生まれた子どもたちの暮らしぶりを描いた「混血児」（1952年）や売られた子どもたちの過酷な労働実態を描写した「人身売買」（1954年）を発表。その苦境を社会に問題提起するなど、子どもや女性の人権尊重や福祉の充実に力を入れた。

## 業績
- 混血児問題 - 戦後、全国で問題となった混血児問題で尽力
  - 神奈川県大磯の混血児収容施設「エリザベス・サンダースホーム」へ通い、子供達の実態を調査し後に著書「混血児」を著す[1]。その後病気で辞任するまで理事・監査役として経営等で、澤田美喜に協力する。平野威馬雄が主催した混血児を救う会「５３会」へ公務外で混血児問題に尽力
- 人身売買問題 - 戦後、人身売買問題の啓蒙活動に尽力
  - 山口県・離島での「舵子事件」をきっかけに、当地へ取材に行き調査・取材をして、著書「人身売買売られていく子供たち」を著し啓蒙活動を行う
- ヘップサンダル事件 - 家内労働者の環境・安全問題に尽力
  - 大阪・東京での化学物質による中毒患者の報告を受け、労働省本省へ至急報告、本省から全国の婦人小少年室長へ通達が出された。その後、家内労働者への安全環境改善に尽力する
- 新聞配達少年銅像 - 新聞配達少年の労働問題改善に尽力
  - 新聞配達少年へ感謝の気持ちを伝えるため、1956年（昭和31年）11月「新聞を配る少年の集い」を開催、1958年（昭和33年）5月「新聞配達少年像」を東京・有栖川宮記念公園へ建立、これ以降「夕刊紙の休刊」を訴える。1964年（昭和39年）頃から日曜夕刊紙が休刊となる。
- 婦人・児童労働問題 - 戦後、婦人・児童の労働問題改善に尽力
  - 昭和22年、福岡市において衆議院議員・福田昌子と共同で「婦人児童問題研究所」を設立し、戦後の婦人・児童の生活問題改善に尽力
  - 昭和23年、福岡市香椎において戦争未亡人等のための「婦人の街」建設に、福田昌子・河利致と奔走（結果的には建設出来なかった）
  - 昭和31年、NHKラジオ「婦人の時間」で、昭和女性生活史を語る（谷野せつ　高崎節子　担当）
- 学校・教育問題

　　・福岡女子専門学校の四年生女子大学昇格運動で、当時、同窓会会長として陣頭指揮を行う（昭和２４年に初の公立四年生女子大学となる）

## エピソード
福岡女子専門学校時代、妹と本屋へ行く途中の出来事だった。西中洲で電車を降りると川の橋のたもとに貧しい親子がうずくまって物乞いをしていた。12月の寒い日だった。節子は自分のショールをとりその小さな子供の肩に掛け、財布を逆さまに振りいくらかの硬貨がアルミの鍋に落ちた。節子は何も言わずに妹の手を引っ張って小走りに去ったという。このショールは忙しい母親が節子のためにやっと編み上げたもので、節子は大喜びしていたものであった。本代が無いのでツケで買い、電車賃も無く長い道のりを歩いて帰ると、「よかった、よかった。天国に宝を積んだとよね」と母は言った。妹は母と姉に心の中で最敬礼をした（「追悼集　むらさき」から要約）。

## 略年譜
- 1910年（明治43年）　1月 東京府小石川区で出生
- 1916年（大正 5年）　 4月 福岡県遠賀郡島門村 島門小学校へ入学 その後、朝鮮へわたり小学校、大邱高等女学校、帰国し大分県別府高等女学校へ
- 1929年（昭和 4年）　3月 福岡県立女子専門学校卒業 4月 九州帝国大学の聴講生へ
- 1930年（昭和 5年）　 4月 朝鮮・新義州高等女学校の教師へ
- 1931年（昭和 6年）    8月 小説「支那との境」 雑誌「女人芸術」に投稿
- 1939年（昭和14年） 　6月   小説「山峽」 雑誌「婦人公論」に入選
- 1942年（昭和17年）　9月 福岡女学校（現・福岡女学院中学・高等学校年）の教師へ
- 1948年（昭和23年）　7月 労働省婦人少年局福岡職員室主任
- 1949年（昭和24年）　8月 労働省神奈川婦人少年室長 10月 著書「混血児」
- 1953年（昭和28年）　5月 労働省東京婦人少年室長
- 1954年（昭和29年）　3月 著書「人身売買 売られていく子供たち」
- 1956年（昭和31年） 11月 「新聞を配る少年の集い」を開催　東京婦人少年室主催
- 1956年（昭和31年）　　　NHKラジオ「婦人の時間」に出演　昭和女性生活史の昭和時代を担当
- 1958年（昭和33年）　5月 「新聞を配る少年の像」除幕式
- 1964年（昭和39年）　3月 東京婦人補導院へ
- 1971年（昭和46年）　3月 東京婦人補導院長を退官
- 1973年（昭和48年）　9月 病死 63歳
- 1976年（昭和51年）　9月 高崎節子追悼集「むらさき」